# Overvecht (wijk)

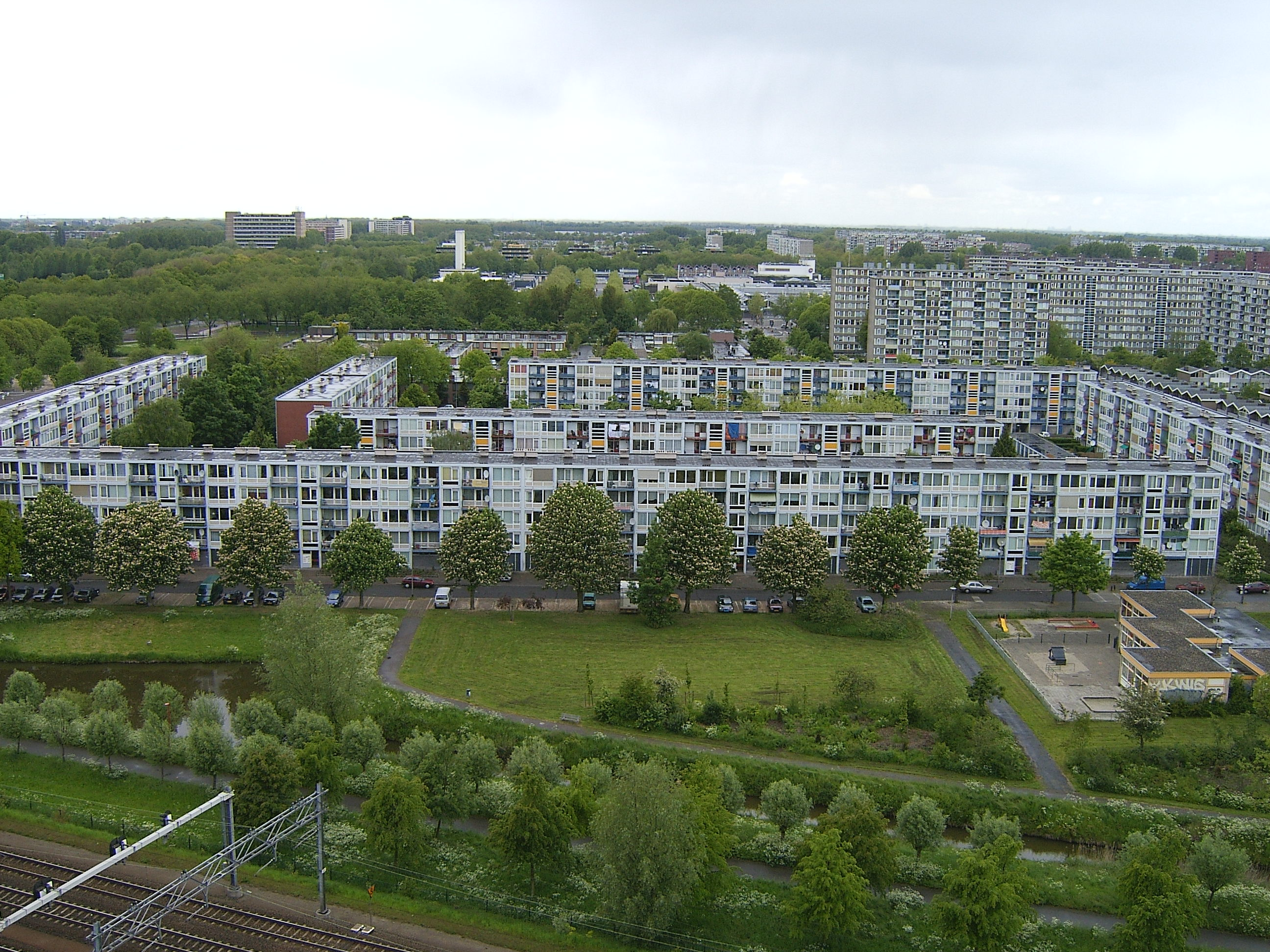
Overvecht is een flatwijk

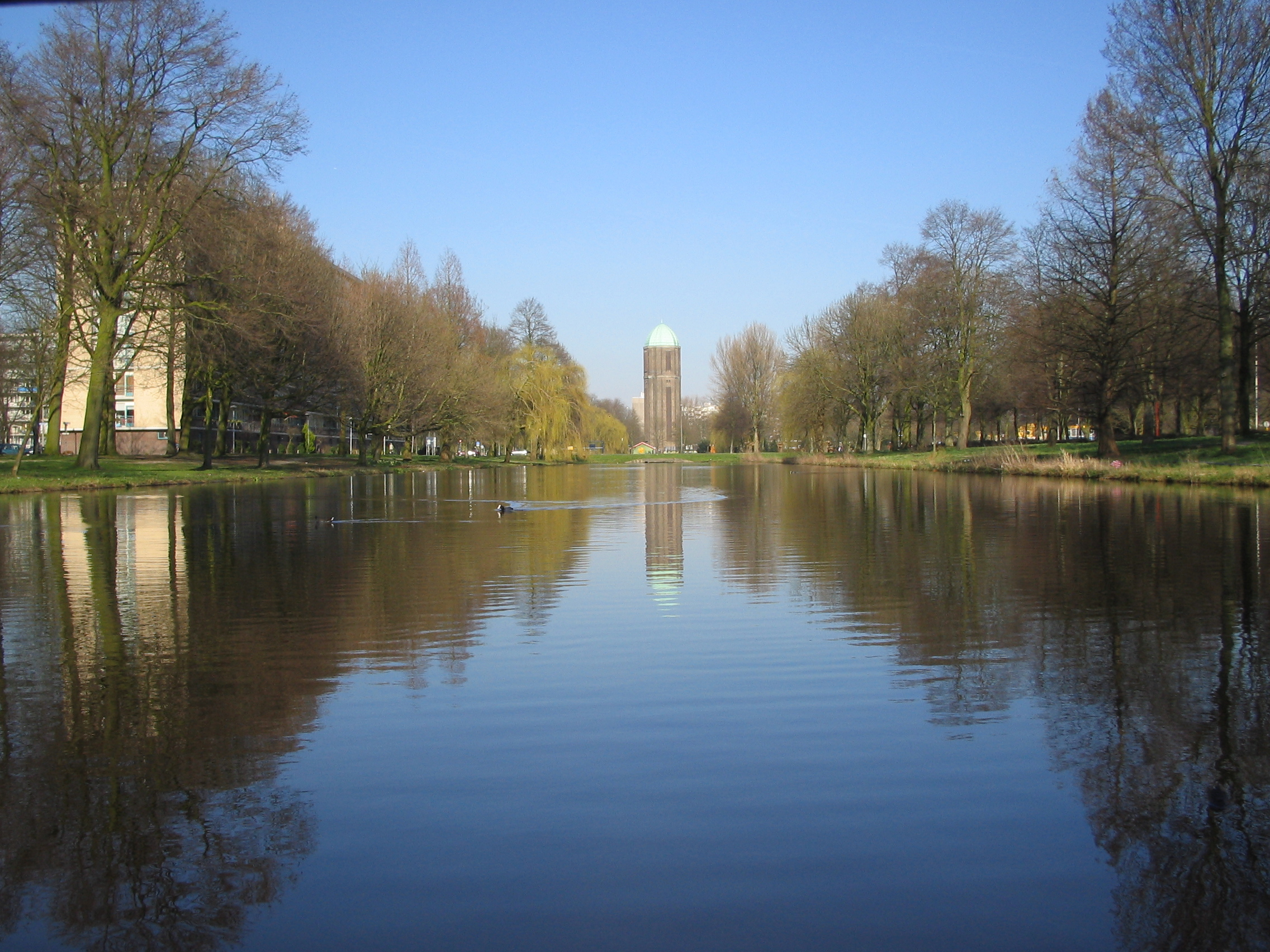
Zicht op Watertoren vanaf Zamenhofdreef

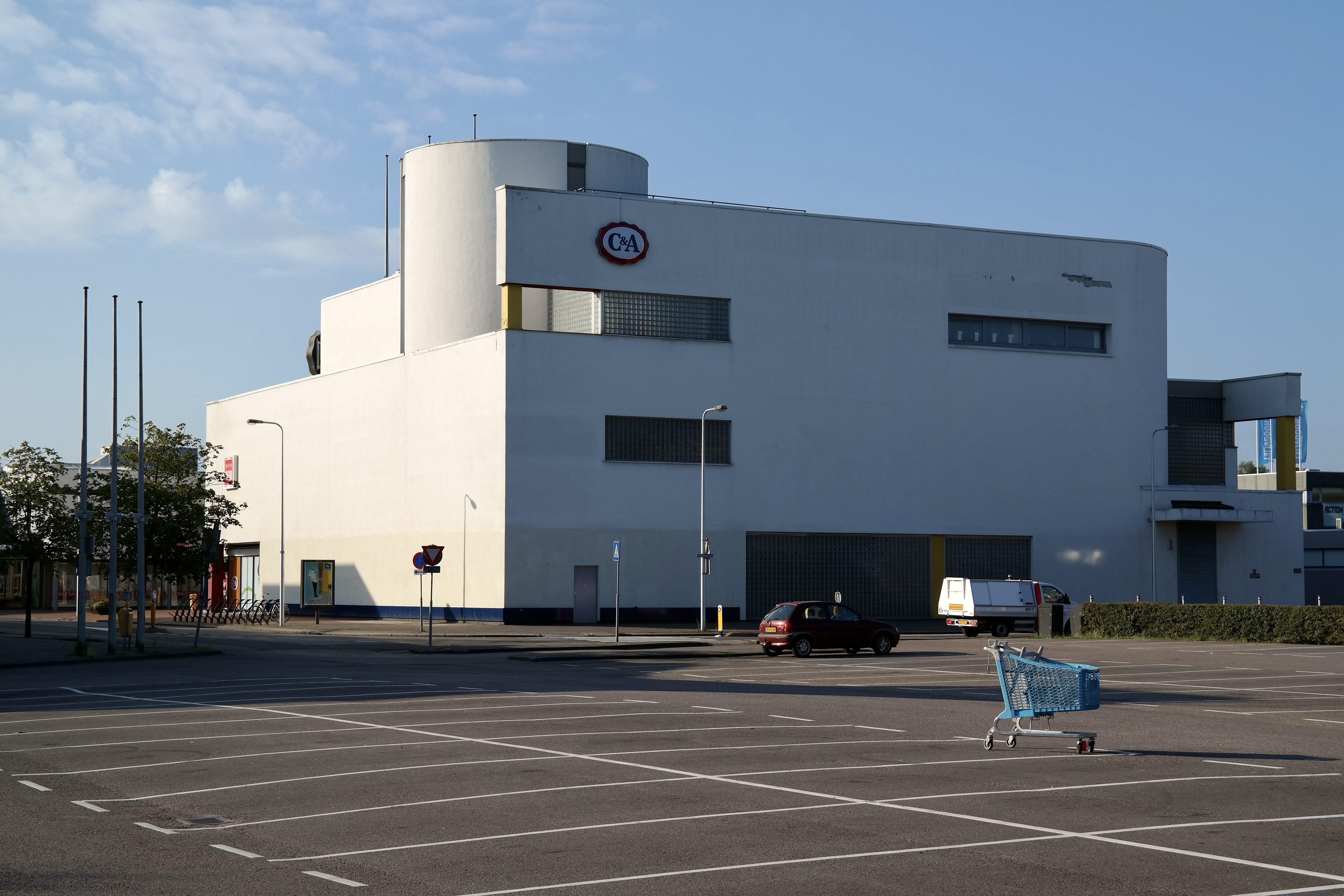
De C&A van Winkelcentrum Overvecht aan de Gloriantdreef

Overvecht is een groene en ruim opgezette wijk in de Nederlandse gemeente Utrecht. Het is een van de tien wijken waarin de gemeente Utrecht bestuurlijk is opgedeeld. Overvecht is een naoorlogse hoogbouwwijk, zoals er verschillende zijn in de regio Utrecht (bijvoorbeeld Kanaleneiland, een wijk die architectonisch veel overeenkomsten vertoont, en Vollenhove in Zeist). 
Overvecht biedt veel voorzieningen: meerdere parken, een groot wijkwinkelcentrum, een politiebureau, een bibliotheek, een eigen treinstation en een wijkbureau. Ook op sport en cultureel gebied biedt Overvecht vele mogelijkheden met een eigen zwembad de Kwakel, schaatsbaan de Vechtsebanen, een groot recreatiegebied de Ruijgenhoek en een eigen cultureel centrum Stefanus. Overvecht was tot de bouw van Leidsche Rijn de grootste uitbreidingswijk van Utrecht. De wijk heeft 34.293 inwoners (2019, bron: gemeente Utrecht) en is daarmee de zesde wijk in de stad. Er staan 15.752 woningen geregistreerd in de wijk. De wijk biedt woningplekken aan mensen van diverse culturele achtergronden.
Aan de rand van Overvecht liggen drie forten die deel uitmaken van de Hollandse Waterlinie: Fort de Gagel, Fort aan de Klop en Fort Blauwkapel. Alle forten zijn rijksmonument. Dit gebied behoort ook tot Overvecht. Wethouder Rachel Streefland (Christen Unie) is wijkwethouder voor Overvecht.

## Geschiedenis
Het gebied dat toebehoorde aan de gemeenten Maartensdijk, Achttienhoven en Westbroek kwam na de gemeentelijke herindeling van 1954 aan Utrecht. Door de grenswijziging werd de bouw van de wijk Overvecht mogelijk. Het grondgebied besloeg 800 hectare waarvan 420 hectare door de stedenbouwkundigen W. Wissing en K.F.G. Spruit werd bestemd voor de bouw van woningen voor 45.000 mensen. Tot 1960 was Overvecht weiland. De stedenbouwkundigen Wissing en Hanekroot maakten het stedenbouwkundig plan voor Overvecht dat grotendeels is uitgevoerd in de jaren zestig. Toenmalig burgemeester van Utrecht, jhr. De Ranitz, gaf op 30 maart 1961 het officiële startschot voor de bouw van de wijk. Tussen 1960 en 1970 zijn Overvecht-Noord en Overvecht-Zuid gebouwd. Er werden veel flats gebouwd en relatief weinig eengezinswoningen. Het overgrote deel van de woningen is eigendom van woningcorporaties. In de beginjaren was Overvecht een nieuwbouwwijk, die woonruimte bood aan woningzoekenden op de toen krappe woningmarkt. De wijk is nu uitgegroeid tot een volwassen multiculturele stadswijk. Flats worden afgewisseld met eengezinswoningen. Naast de huurwoningen komen er ook steeds meer koopwoningen. 
Toen Overvecht in 2011 haar 50-jarig jubileum vierde, had ze al drie jaar de status van Vogelaarwijk wegens de gestapelde problematiek van achterstallig onderhoud, jeugdcriminaliteit en drugsgebruik. In 2012 werd begonnen met renovatiewerkzaamheden en nieuwbouwprojecten, zoals bijvoorbeeld Mariakwartier, Loevenhout, Bruisdreef en Wonen aan de Klop.
In 2023 stelde het Rijk op voorspraak van de gemeente nog maar eens 21 miljoen Euro beschikbaar voor de "kansrijke wijk" Overvecht. Het geld was bestemd voor verbetering van woningen en woonomgeving, het bestrijden van criminaliteit en het oplossen van schuldenproblematiek.

## Wijken en buurten
De gemeente deelt de wijk op in de volgende subwijken en buurten:

### Overvecht Zuid
- Taag- en Rubicondreef en omgeving (25)
- Zamenhofdreef en omgeving (26)
- Wolga- en Donaudreef en omgeving (27)
- Neckardreef en omgeving (28)
- Poldergebied Overvecht (33)

### Overvecht Noord
- Zambesidreef en omgeving (30)
- Tigris- en Bostondreef en omgeving (31)
- Bedrijventerrein Nieuw Overvecht (32)
- Amazone- en Nicaraguadreef en omgeving (29)

## Straatnamen
Alle straatnamen in Overvecht eindigen op -dreef. De grote doorgaande wegen zijn vernoemd naar bekende geleerden (Einsteindreef, Zamenhofdreef etc.). De wegen die de kruisverbindingen vormen tussen deze wegen, zijn vernoemd naar rivieren (Theemsdreef, Moezeldreef etc.). Een deel van de overige straten hebben geografische of historische namen (Faraodreef, Agamemnondreef etc.), die te maken hebben met de gebieden waar de eerdergenoemde rivieren stromen. In Overvecht Zuid komen ook aan bod: opera's (Tannhäuserdreef), literatuur (Camera Obscuradreef), namen uit de Griekse en Romeinse mythologie (Euterpedreef, Fortunadreef) en historische namen van vrouwen (Cleopatradreef; Jeanne d'Arcdreef; Anna Boleyndreef; Maria van Hongarijedreef).
In Overvecht Zuid (ten zuiden van de Einsteindreef (25 t/m 28) hebben de straatnamen Europese thema's: in Noord-West Amerikaanse en Antarctische (29 en 32), en in Noord-Oost Aziatische (31) of Afrikaanse (30). De nummers tussen haakjes staan voor de gebieden in bovenstaande lijst. Australië komt opvallend genoeg niet aan bod.

## Van krachtwijk tot prachtwijk
Er wordt in Overvecht hard gewerkt aan de problemen van de wijk, zoals de vervuiling van de openbare ruimte, de jongerenoverlast en schietpartijen (over meerdere jaren). Overvecht investeert veel in het oplossen van de werkloosheid, gezondheidsproblemen, criminaliteit en veiligheid. Inmiddels is de veiligheid van de wijk op gelijk niveau met de rest van de stad Utrecht. Bovendien heeft Overvecht veel successen geboekt op het gebied van gezond gewicht voor kinderen en volwassenen. De Brede School, een pilotproject vanuit Overvecht, biedt extra lessen aan kinderen met een verschillende multiculturele achtergrond. Deze school vindt nu navolging in andere probleemwijken in Utrecht.
De wijk is toegevoegd aan de bestaande lijst van "krachtwijken": Kanaleneiland, Zuilen-Noordoost, Ondiep, Nieuw Hoograven. Overvecht heeft sinds het begin van de 21e eeuw te maken met toenemende achterstand. Gemeente en corporaties werken onder de noemer 'Echt Overvecht' samen met bewoners, ondernemers en professionele partners aan versterking en verbetering van de wijk op maatschappelijk en fysiek gebied.
Hieronder enkele sociaal-economische gegevens uit 2006 en 2008, en het rapportcijfer dat de bewoners zelf aan de subwijk geven:
| Subwijk                 | Werkzoekende | Mensen met een uitkering | Rond sociaal minimum | Gemiddeld inkomen huishouden | Rapportcijfer |
| ----------------------- | ------------ | ------------------------ | -------------------- | ---------------------------- | ------------- |
| Taagdreef/Zamenhofdreef | 5,2%         | 14.5%                    | 10,1%*               | 25.800                       | 5,4           |
| Wolgadreef/Neckardreef  | 7,5%         | 24,1%                    | 19,4%*               | 21.600                       | 5,5           |
| Amazonedreef            | 7,8%         | 24%                      | 12,9%*               | 23.500                       | 5,9           |
| Zambesi/Tigrisdreef     | 8,1%         | 21,8%                    | 18,4%*               | 23.600                       | 5,4           |

De bewoners waarderen vooral het vele groen en de kwaliteit van de voorzieningen in de wijk (imago-onderzoek 'Echt Overvecht 2010'). Ook het aantal voorzieningen is voor de bewoners het leukste aan de wijk (wijken monitor 2009).
De wijk Overvecht is op 22 maart 2007 aangewezen als zogenaamde "Krachtwijk". Ter verbetering van de wijk zijn het wijkactieprogramma Doe mee in Overvecht en de gebiedsplannen "Overvecht Spoorzone" en "Overvecht de Gagel" ontworpen. Overvecht Spoorzone ligt in Overvecht Zuid en wordt begrensd door de spoorlijn, de Brailledreef, Zamenhofdreef, Moldaudreef en de Darwindreef. Overvecht de Gagel ligt in Overvecht Noord en is het gebied tussen de Carnegiedreef, Klopvaart, Karl Marxdreef en de Einsteindreef.

## Openbaar vervoer
Aan de zuidoostrand van Overvecht ligt het treinstation Utrecht Overvecht.
In de wijk rijden de volgende buslijnen:
| Lijn | Route | Vervoerder |
| ---- | --- | ---------- |
| 1    | Hoograven - 't Goylaan - Rivierenwijk - Centraal Station - Centrum - Tuinwijk - Overvecht Station - Winkelcentrum Overvecht - Overvecht Noord (Vechtsebanen)                                                                                        | U-OV       |
| 3    | Ringlijn in beide richtingen: Centraal Station - Tuinwijk - Winkelcentrum Overvecht - Overvecht Noord - Zuilen - Amsterdamsestraatweg - Centraal Station                                                                                            | U-OV       |
| 6    | Centraal Station - Centrum - Pijlsweerd - Nijenoord - Winkelcentrum Overvecht - Overvecht Zuid - Overvecht Station Bus 6 rijdt doordeweeks overdag vanaf Overvecht Station door als lijn 30 naar de Uithof en 's avonds tot 21:00 1 op de 2 bussen. | U-OV       |
| 11   | Vleuten - Leidsche Rijn - Cartesiusweg - Zuilen - Winkelcentrum Overvecht - Overvecht Station | U-OV       |
| 30   | Overvecht Station - Rijnsweerd - De Uithof Rijdt vanaf Overvecht Station verder als lijn 6 richting Overvecht Zuid, Winkelcentrum Overvecht en Centraal Station                                                                                     | U-OV       |
| 122  | Utrecht Overvecht - Westbroek - Maarsseveen - Tienhoven - Muyeveld - Nieuw Loosdrecht | U-OV       |

## Bekende Overvechters
In Overvecht zijn geboren en/of opgegroeid:
- Anuar Aoulad Abdelkrim
- Ibrahim Afellay
- Jürgen Colin
- Karim Fatheddine